# Кунчанапаллі – Рамагундам
Кунчанапаллі – Рамагундам – газопровід у Індії, який сполучив штати Андхра-Прадеш та Телангана.
В 2021 році у Рамагундамі ввели в дію потужний завод з виробництва азотних добрив, сировиною для якого став природний газ. Подачу останнього забезпечує трубопровід Кунчанапаллі – Рамагундам довжиною 365 км та діаметром 450мм. Робочий тиск в його початковій точці становить 4 МПа, а пропускна здатність – 4,5 млн м3 на добу.
Ресурс для перекачування надходить із газопроводу Схід – Захід. Первісно планували сполучити вихідний пункт у Кунчанапаллі з береговим терміналом Маллаварам, спорудженим в межах розробки офшорного родовища Дін-Дайал Захід (крім того, від Рамагундама трасу хотіли продовжити аж до північного сходу Індії, до району Бхілвара у штаті Раджастан). Втім, ресурси Дін-Дайал виявились на порядок менше, аніж очікували, тому термінал Маллаварам сполучили з розташованим біч-о-біч терміналом Гадімога, від якого і бере початок Схід-Захід.